# Elton Jantjies
Elton Thomas Jantjies (Graaff-Reinet, 1º agosto 1990) è un rugbista a 15 sudafricano, mediano d'apertura dei Red Hurricanes di Top League e campione del mondo nel 2019.

## Biografia
Jantjies si formò nel settore giovanile dei Golden Lions, squadra con la quale esordì durante la Vodacom Cup 2010. L'annata successiva lo vide protagonista della vittoria in Currie Cup: nella finale contro i Natal Sharks segnò, infatti, ventiquattro punti ed ottenne il riconoscimento di man of the match. Durante la medesima stagione debuttò anche in Super Rugby con la franchigia dei Lions. La retrocessione della compagine di Johannesburg al termine del Super Rugby 2012 lo portò a trasferirsi agli Stormers dove rimase solo un anno. Poté, infatti, ritornare a vestire la maglia dei Lions dopo la loro promozione nel Super Rugby 2014. A partire dalla stagione 2014-15 smise di disputare la Currie Cup con i Golden Lions poiché firmò un contratto con gli Urayasu D-Rocks (NTT) che lo vedeva impiegato nella Top League giapponese nello stesso periodo dell'anno. Nel 2016 contribuì al raggiungimento della prima finale di Super Rugby nella storia dei Lions; nonostante la sconfitta per mano degli Hurricanes, ricevette il riconoscimento personale di miglior giocatore sudafricano della competizione. L'insuccesso in finale si ripeté anche nelle edizioni 2017, dove fu il miglior marcatore di punti, e 2018. Proprio in quest'ultimo anno, dopo quattro stagioni in Giappone, tornò a disputare la Currie Cup con i Golden Lions raggiungendo la finale. Al termine dell'incontro con i Jaguares, valido per il Super Rugby 2019, divenne il quinto giocatore in assoluto a superare quota 1000 punti segnati nella competizione. Secondo un'analisi dell'aprile 2020, Jantjies è stato, per statistiche complessive, il miglior giocatore sudafricano negli ultimi dieci anni di Super Rugby.
A livello internazionale, Jantjies partecipò al Campionato mondiale giovanile di rugby 2010 con la nazionale under-20 sudafricana. Nello stesso anno, il commissario tecnico del Sudafrica Peter de Villiers lo convocò per il tour di novembre, nel quale scese in campo contro il club ad inviti dei Barbarians in un incontro non valido come presenza internazionale. Al termine della stagione fu nominato sia miglior giocatore giovane sudafricano sia miglior giocatore della selezione under-20. Nonostante altre convocazioni negli Springboks, Jantjies dovette attendere due anni per il debutto ufficiale che avvenne contro l'Australia nella penultima partita del The Rugby Championship 2012. Una settimana dopo subentrò dalla panchina anche contro la Nuova Zelanda. Successivamente non giocò più in nazionale fino al 2016 quando il selezionatore Allister Coetzee lo fece entrare dalla panchina contro l'Irlanda, nella prima sfida del tour estivo dei britannici. Nella partita successiva, Jantjies partì per la prima volta da titolare e tale rimase per tutta l'annata 2016. Anche nella stagione seguente fu molto utilizzato, mancò, infatti, un solo incontro tra quelli giocati dalla sua nazionale. La nomina, nel 2018, di Rassie Erasmus come nuovo commissario tecnico portò alla perdita della sua titolarità e a una diminuzione del suo impiego. Nonostante ciò prese parte al successo nel The Rugby Championship 2019 e fu convocato per la Coppa del Mondo di rugby 2019. Nella vittoriosa campagna mondiale disputò solamente le partite contro Namibia e Canada durante la fase a gironi.

## Palmarès
- Coppe del mondo: 1
Sudafrica: 2019
- Rugby Championship: 1
Sudafrica: 2019
- Currie Cup: 1
Golden Lions: 2011